# Centro Gallego de Tecnificación Deportiva
El Centro Gallego de Tecnificación Deportiva (CGTD) es un centro público situado en la ciudad española de Pontevedra para la formación de deportistas de alto nivel, gestionado por la Secretaría General para el Deporte de la Junta de Galicia. Se encarga de promover la cultura física y el deporte en Galicia. Es el único Centro de Tecnificación Deportiva totalmente público de España.

## Historia
El Centro Gallego de Tecnificación Deportiva (CGTD), fue fundado en 1987 como sede con instalaciones para la formación y entrenamiento de los deportistas de élite en Galicia. Se puso en funcionamiento en el curso académico 1987-1988.
Su antecedente fue, además de la residencia de estudiantes Atlántico, el Estadio de la Juventud cuyo proyecto se gestó a partir de 1942, inicialmente como campo de deportes para acoger diferentes especialidades deportivas. Para su ubicación se decidió desecar y sanear la marisma de La Seca y se concedió una subvención para iniciar la obra en 1954, que empezó por la construcción de parte de un muro de cierre. El Campo de Deportes de La Seca, como inicialmente se denominó, fue diseñado por Eduardo Baselga Neira y su contratación y ejecución por fases fue encomendada al contratista Porfirio Diz Baltasar.
El proyecto del Estadio de la Juventud, financiado en buena medida por la Caja de Ahorros Provincial de Pontevedra, incluyó una pista de atletismo, un gimnasio, un campo de fútbol, otro campo de balonmano, balón volea y hockey, dos pistas de baloncesto y otras dos de tenis, una piscina y un club náutico, un frontón y una tribuna con asientos para 10.000 personas, así como vestuarios y servicios. Las obras e instalaciones fueron visitadas durante la segunda mitad de los años 1950 por distintas autoridades y personalidades de la época como Juan Antonio Samaranch. En la década de 1960, bajo la dirección de Joaquín Queizán Taboada como delegado provincial de Juventudes y Deportes, el complejo deportivo pasó a ser denominado Estadio de la Juventud.
En 2025 se dan los primeros para transformar el Centro Gallego de Tecnificación Deportiva en un Centro de Alto Rendimiento, centralizar la excelencia deportiva de Galicia en este centro y atraer a deportistas nacionales e internacionales para sus entrenamientos.

## Descripción

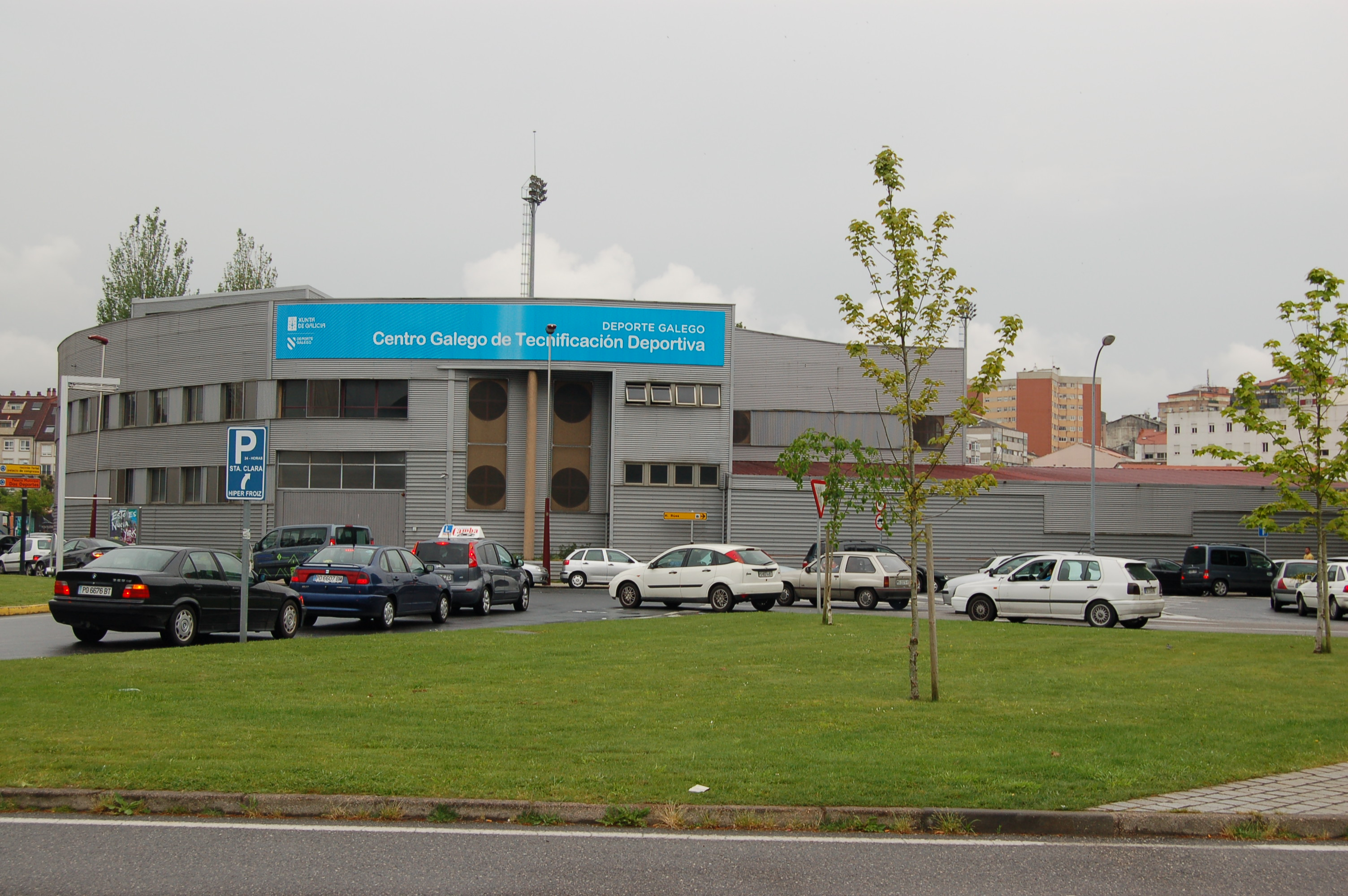
Vista exterior.

El Centro de Tecnificación Deportiva ofrece 160 plazas para la formación de deportistas de élite, 90 de ellas con alojamiento (aunque tiene capacidad para 104 residentes). Oferta 11 deportes: atletismo, lucha, judo, natación, piragüismo, remo, taekwondo, tenis, bádminton, vela y triatlón.
La formación se dirige a tres grupos de deportistas. El grupo de tecnificación, con 105 plazas, está dirigido a jóvenes promesas menores de 19 años. El grupo de alto rendimiento, con 55 plazas, está destinado a deportistas de 19 años o más. Otras 30 plazas están disponibles para deportistas gallegos de alto nivel que necesiten los servicios o instalaciones del CGTD.
Ofrece una formación integral a jóvenes gallegos con potencial para participar en el deporte de alto nivel, facilitando su integración en el sistema educativo (desde 3º de ESO hasta 2º de Bachillerato) y en el ámbito social, al tiempo que les proporciona los recursos necesarios para desarrollar su preparación específica de acuerdo con criterios científicos.
En colaboración con las distintas federaciones deportivas gallegas, el centro elabora programas de tecnificación deportiva dirigidos fundamentalmente a la formación de deportistas con edades comprendidas entre los 14 y los 18 años.

## Instalaciones

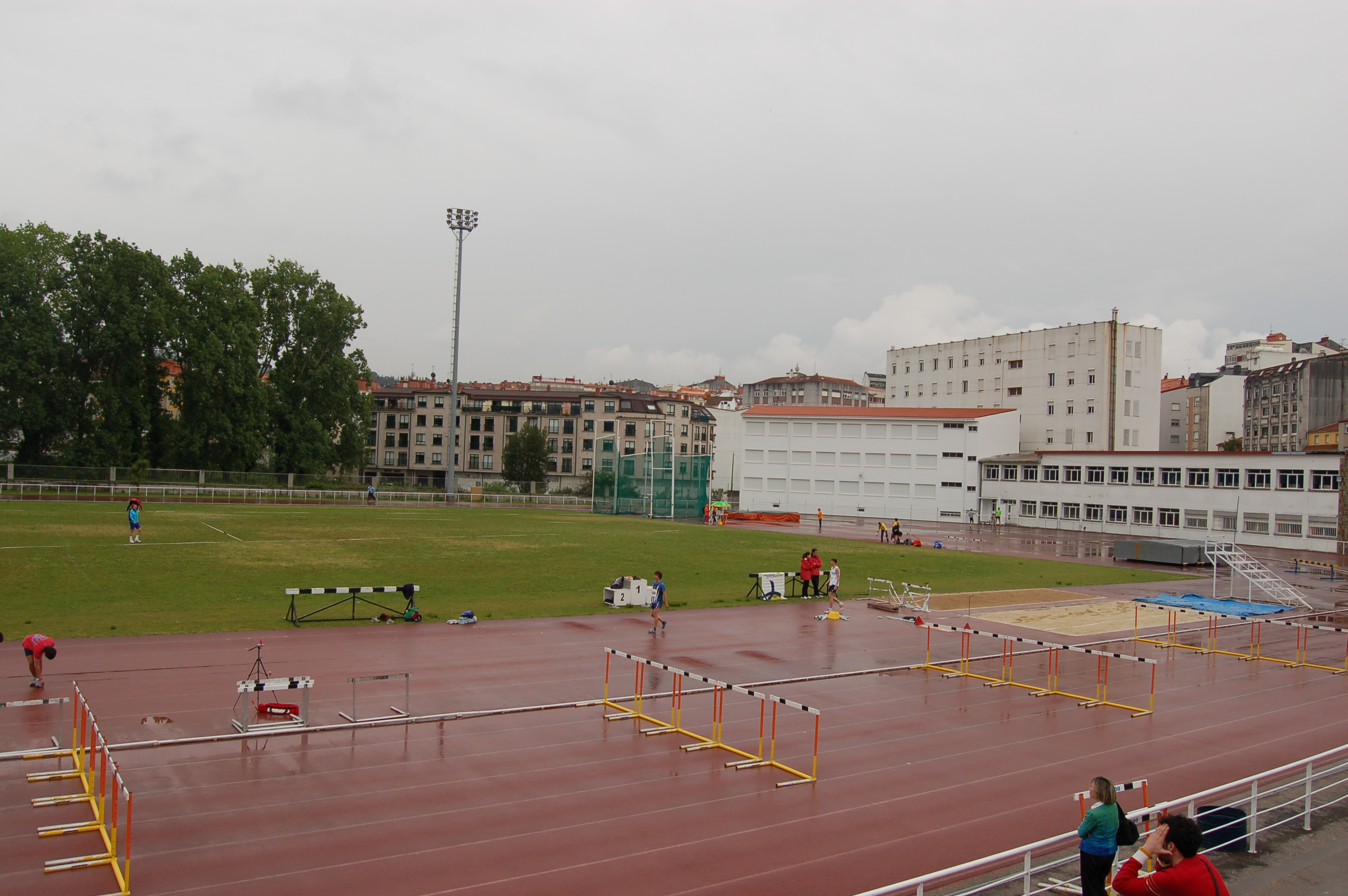
Vista interior.

El Centro Gallego de Tecnificación Deportiva tiene su sede en Pontevedra, en los terrenos del Estadio de la Juventud en el barrio de Tafisa-A Seca. Cuenta con 7 edificios.
El pabellón deportivo cubierto incluye un tatami y una sala deportiva auxiliar. La piscina climatizada tiene 6 calles y mide 25 x 12 m. La pista de atletismo de 8 calles es de material sintético (se remodeló por completo en 2015). El campo es de césped natural y cuenta con gradas para 300 personas y un sistema de foto finish. El edificio polivalente alberga una piscina climatizada de piragüismo, los hangares de piragüismo y remo, el gimnasio, la zona de ergómetros de remo, la sala de medicina deportiva, la sala de fisioterapia, la sala de lucha libre y la sauna.
El edificio principal alberga la recepción, las aulas, la sala multimedia, las oficinas y la cafetería. La residencia dispone de 48 habitaciones dobles y 8 individuales (104 plazas), todas con baño. Tiene un comedor para 140 personas, una biblioteca y varias salas. La escuela cuenta con un laboratorio y varias aulas.

## Deportistas famosos
Personalidades del deporte gallego como Javier Gómez Noya, David Cal o Teresa Portela han entrenado y se han formado en el centro pontevedrés.